# Kalle Anka Guldbok
Kalle Anka Guldbok är en inbunden bokserie med disneyserier av Carl Barks. Den första boken gavs ut 1984, i samband med Kalle Ankas 50-årsjubileum, och de följande åren, fram till och med år 2000, utgavs en ny bok varje år. Sammanlagt kom serien att omfatta 17 utgåvor. Från och med den tredje boken är omslagstiteln: "Kalle Anka: Gamla, goda äventyr av Carl Barks". Titeln "Guldbok" härrör från böckernas guldfärgade omslag, och nämns för första gången i förordet till den tredje boken.
Formatet på böckerna är 17x25 centimeter, och de består av cirka 190 sidor. Under större delen av bokseriens levnad gav böckerna ut av bokförlaget Richters förlag (nuvarande Damm förlag), men 1998 flyttades utgivningen av Guldböckerna (liksom av övriga Disneyböcker) till systerbolaget Egmont Serieförlaget (nuvarande Egmont Kärnan).
Böckerna Carl Barks bästa (2001) och Carl Barks julbok (2002) har i stort sett samma layout och uppbyggnad som "guldböckerna" (den förstnämnda är dock betydligt omfångsrikare), och kan hävdas vara en fortsättning på bokserien.

## Kalle Anka Guldbok 1
- Omslagstitel: Kalle Anka - Ett urval äventyr av Carl Barks för första gången i Sverige
- Utkommen: 1984 (nyutgåva: 1988)
- Förlag: Richters förlag AB
- Förord: utan titel och utan angiven författare

| Nr | Titel                  | Originaltitel                 | Titelfigur | Sidor | Kod         |
| -- | ---------------------- | ----------------------------- | ---------- | ----- | ----------- |
| 1  | Kapten Morgans skatt   | Donald Duck Finds Pirate Gold | Kalle Anka | 64    | W OS 9-02   |
| 2  | Hartass betyder tur    | The Rabbit's Foot             | Kalle Anka | 10    | W WDC 32-02 |
| 3  | Badvakten              | Lifeguard Daze                | Kalle Anka | 10    | W WDC 33-01 |
| 4  | Storviltjägaren        | The Mighty Trapper            | Kalle Anka | 10    | W WDC 36-01 |
| 5  | Konsten att sälja      | Salesman Donald               | Kalle Anka | 10    | W WDC 39-01 |
| 6  | Anka i järnkostym      | The Duck in the Iron Pants    | Kalle Anka | 10    | W WDC 41-01 |
| 7  | Båtar att hyra         | Rival Boatmen                 | Kalle Anka | 10    | W WDC 45-02 |
| 8  | Kappsegling över haven | Race to the South Seas        | Kalle Anka | 22    | W MOC 41-01 |
| 9  | I totempålarnas rike   | Land of the Totem Poles       | Kalle Anka | 24    | W OS 263-02 |

## Kalle Anka Guldbok 2
- Omslagstitel: Kalle Anka - ett urval av Carl Barks äventyr - del 2 - för första gången i Sverige
- Utkommen: 1985 (nyutgåva: 1989)
- Förlag: Richters förlag AB
- Förord: Hr Barks & Hr Anka - Seriekonstens radarpar av Stefan Diös

## Kalle Anka Guldbok 3
- Omslagstitel: Kalle Anka - Gamla, goda äventyr av Carl Barks - del 3
- Utkommen: 1986
- Förlag: Richters förlag AB
- Förord: Äventyret fortsätter... av Stefan Diös

## Kalle Anka Guldbok 4
- Omslagstitel: Kalle Anka - Gamla, goda äventyr av Carl Barks - del 4
- Utkommen: 1987
- Förlag: Richters förlag AB
- Förord: Vänner av Anka!! av Stefan Diös

## Kalle Anka Guldbok 5
- Omslagstitel: Kalle Anka - Gamla, goda äventyr av Carl Barks - del 5
- Utkommen: 1988
- Förlag: Richters förlag AB
- Förord: Mer guld ur seriekistan!! av Stefan Diös

## Kalle Anka Guldbok 6
- Omslagstitel: Kalle Anka - Gamla, goda äventyr av Carl Barks - del 6
- Utkommen: 1989
- Förlag: Richters förlag AB
- Förord: En bok från den tid då världen var större av Steffen Kronborg

## Kalle Anka Guldbok 7
- Omslagstitel: Kalle Anka - Gamla, goda äventyr av Carl Barks - del 7
- Utkommen: 1990
- Förlag: Richters förlag AB
- Förord: På äventyr i dåtid, nutid och framtid av Steffen Kronborg

## Kalle Anka Guldbok 8
- Omslagstitel: Kalle Anka - Gamla, goda äventyr av Carl Barks - del 8
- Utkommen: 1991
- Förlag: Richters förlag AB
- Förord: Inspirationens källor av Steffen Kronborg

## Kalle Anka Guldbok 9
- Omslagstitel: Kalle Anka - Gamla, goda äventyr av Carl Barks - del 9
- Utkommen: 1992
- Förlag: Richters förlag AB
- Förord: De många skepnadernas anka av SteffenKronborg

## Kalle Anka Guldbok 10
- Omslagstitel: Kalle Anka - Gamla, goda äventyr av Carl Barks - del 10
- Utkommen: 1993
- Förlag: Richters förlag AB
- Förord: Bakom masken av Steffen Kronborg

## Kalle Anka Guldbok 11
- Omslagstitel: Kalle Anka - Gamla, goda äventyr av Carl Barks - del 11
- Utkommen: 1994
- Förord: Carl Barks - mannen bakom ankan av Henry Notaker

## Kalle Anka Guldbok 12
- Omslagstitel: Kalle Anka - Gamla, goda äventyr av Carl Barks - del 12
- Utkommen: 1995
- Förlag: Richters förlag AB
- Förord: Alla åldrars anka av Stefan Diös

## Kalle Anka Guldbok 13
- Omslagstitel: Kalle Anka - Gamla, goda äventyr av Carl Barks - del 13
- Utkommen: 1996
- Förlag: Richters förlag AB
- Förord: Fantasin i verkligheten av Stefan Diös

## Kalle Anka Guldbok 14
- Omslagstitel: Kalle Anka - Gamla, goda äventyr av Carl Barks - del 14
- Utkommen: 1997
- Förlag: Egmont Richters förlag AB
- Förord: Med Carl Barks som reseledare av Fredrik Wandrup

## Kalle Anka Guldbok 15
- Omslagstitel: Kalle Anka - Gamla, goda äventyr av Carl Barks - del 15
- Utkommen: 1998
- Förlag: Egmont Serieförlaget
- Förord: "Den bra tecknaren" av Jakob Stegelmann

## Kalle Anka Guldbok 16
- Omslagstitel: Kalle Anka - Gamla, goda äventyr av Carl Barks - del 16
- Utkommen: 1999
- Förlag: Egmont Serieförlaget
- Förord: Respekt för läsarna av Jakob Stegelmann

## Kalle Anka Guldbok 17
- Omslagstitel: Kalle Anka - Gamla, goda äventyr av Carl Barks - del 17
- Utkommen: 2000
- Förlag: Egmont Serieförlaget
- Förord: Komedi, tragedi och tävling av Søren Vinterberg

## Carl Barks bästa
- Omslagstitel: Carl Barks bästa
- Utkommen: mars 2001
- Förlag: Egmont Serieförlaget
- Sidor: 288
- Förord: Vem var Carl Barks? av Øystein Sørensen

## Carl Barks julbok
- Omslagstitel: Kalle Anka - Carl Barks julbok. 1945-1963, 12 klassiska julserier
- Utkommen: 2002 (nyutgåva 2003)
- Förlag: Egmont Kärnan